# Samanea saman
Pour les articles homonymes, voir Saman.
Espèce
Classification phylogénétique
Samanea saman (anciennement appelé Albizia saman), l'arbre à pluie ou bois noir d'Haïti, est une espèce  de plantes a fleurs de la famille des Fabaceae. C'est une espèce d'arbres originaire d'Amérique du Sud.

## Description
L'« arbre à pluie » peut monter jusqu'à 25 m de haut. Il a un port très large, sa forme est comparable à un parasol dont le diamètre peut mesurer jusqu'à 40 m.
Sur le jeune arbre l'écorce est grise à brun grisâtre, lisse, puis devient rugueuse et fissurée, laissant apparaître la jeune écorce interne, brun clair à gris rose. Le bois, tendre et léger, possède un aubier jaunâtre et un duramen brun chocolat qui devient brun doré au séchage et présente des rayures noires. Sur les sites secs, l'arbre est profondément enraciné, cherchant la nappe phréatique ; sur les sols humides, son système racinaire s'étend horizontalement et devient extrêmement plat.
Dans les forêts tropicales ombrophiles l'« arbre à pluie » a des feuilles persistantes, mais les perd à chaque saison sèche dans les savanes ou les forêts sèches : l'arbre peut rester sans feuilles pendant deux mois. Les feuilles sont doubles pennées et alternes. Elles mesurent 25 à 40 centimètres de long avec des tiges finement poilues. Les pinnates portent 2 à 10 paires de pinnules de 10 cm de long et de 5 cm de large. Les folioles sont entières, en losange asymétrique, ont une extrémité minuscule et sont effilées à la base en pointe. Le sommet est un peu plus foncé que le fond finement poilu.

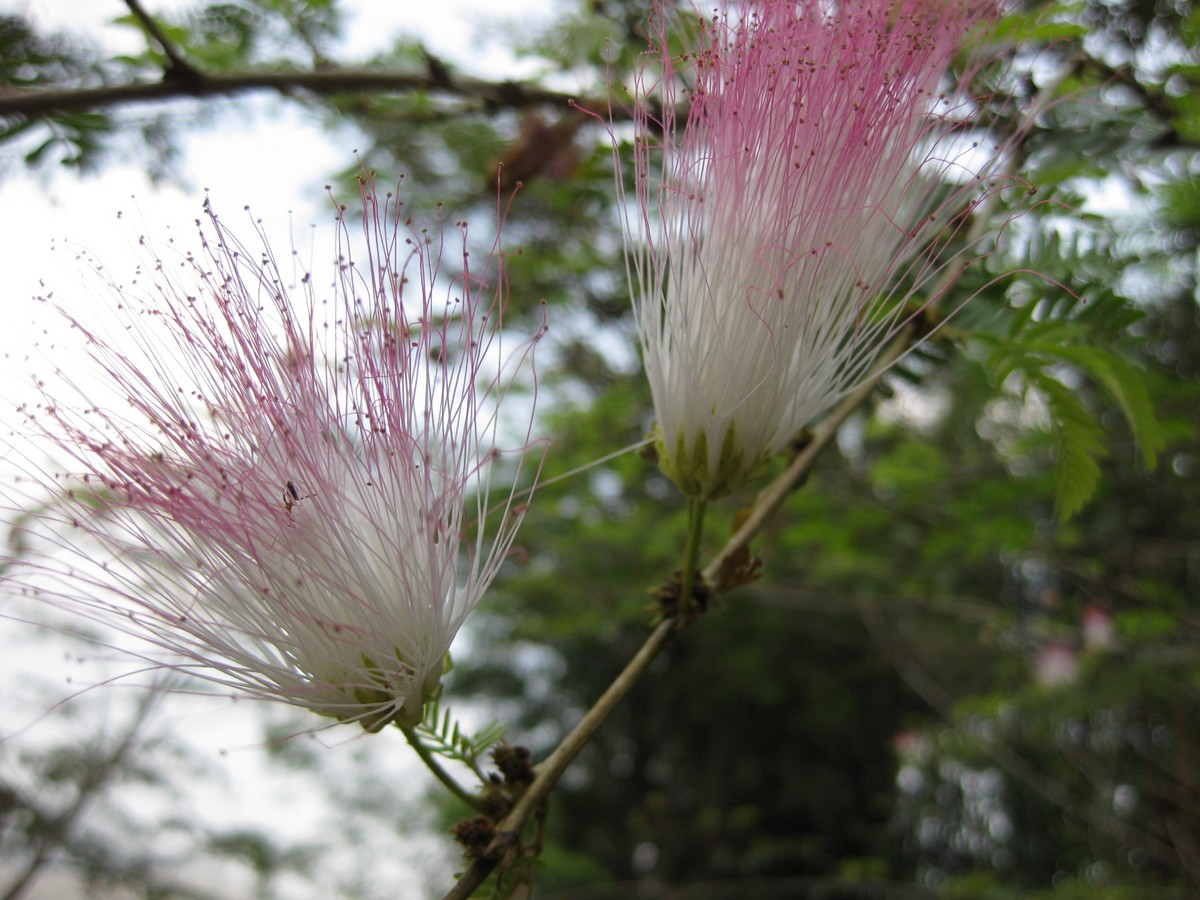
Fleurs d'« arbre à pluie », à follioles opposées se pliant et se refermant, au jardin botanique de la reine Sirikit, Thaïlande.

Une particularité de l'arbre à pluie est le pliage nocturne des folioles opposées, qui se produit également par temps pluvieux ou par temps couvert.
Cette position de « sommeil » commence environ 1 heure avant le coucher du soleil. Au point du jour la position normale est reprise. La rosée matinale peut alors goutter sur le sol, d'où le nom d'« arbre à pluie ». Cela entretient sous l'arbre la fraîcheur, la verdure et une fréquentation de biodiversité venant s'abreuver. L'arbre est souvent envahi de cicadelles dont les déjections fertilisent le sol autour de l'arbre. Sa croissance est relativement rapide là où les précipitations sont abondantes.
Plusieurs variétés de cet arbre sont disponibles, par exemple avec des fleurs de couleur rose rougeâtre ou crème doré.

## Répartition
L'espèce pousse dans toute la zone néotropicale. Elle a été largement introduite en Asie du sud-est et dans certaines îles du Pacifique telles Hawaï et la Nouvelle-Calédonie où elle servait autrefois à abriter les plantations de caféiers en plaine et faire de l'ombre au bétail.

## Séquestration du dioxyde de carbone
Selon une étude réalisée à l'École de foresterie de l'Institut d'agriculture de Bogor en Indonésie, un arbre mature d'un diamètre de cime de 15 mètres absorbe 28,5 tonnes de dioxyde de carbone par an.

## Arbres remarquables
Au cours de ses voyages entre 1799 et 1804 dans les Amériques, Alexander von Humboldt rencontra un arbre à pluie géant près de Maracay au Venezuela. Il a mesuré la circonférence de la couronne, haute de 19 mètres, en forme de parasol, à environ 180 m, son diamètre était d’environ 60 m, sur un tronc de 2,8 m de diamètre. Humboldt a mentionné que l'arbre aurait peu changé depuis la colonisation espagnole du Venezuela ; il l'a estimé aussi vieux que le célèbre dragonnier des îles Canaries Dracaena draco d'Icod de los Vinos à Tenerife.
L'arbre de Maracay, appelé Samán de Güere, a été déclaré « monument historique » en 1933 par le président vénézuélien Juan Vicente Gómez mais a fini par tomber à la suite d'un fort orage en 2000. Tout comme le dragonnier de Tenerife, l'âge du Samán de Güere était indéterminé, mais selon von Humboldt, il aurait eu plus de cinq siècles aujourd'hui.
Un autre spécimen célèbre appelé « arbre à pluie du Brahmapoutre »  est situé à Guwahati sur les rives du fleuve Brahmapoutre en Assam, en Inde : il possède le tronc le plus épais de tous les Samans avec environ 3,7 mètres de diamètre à hauteur de poitrine.

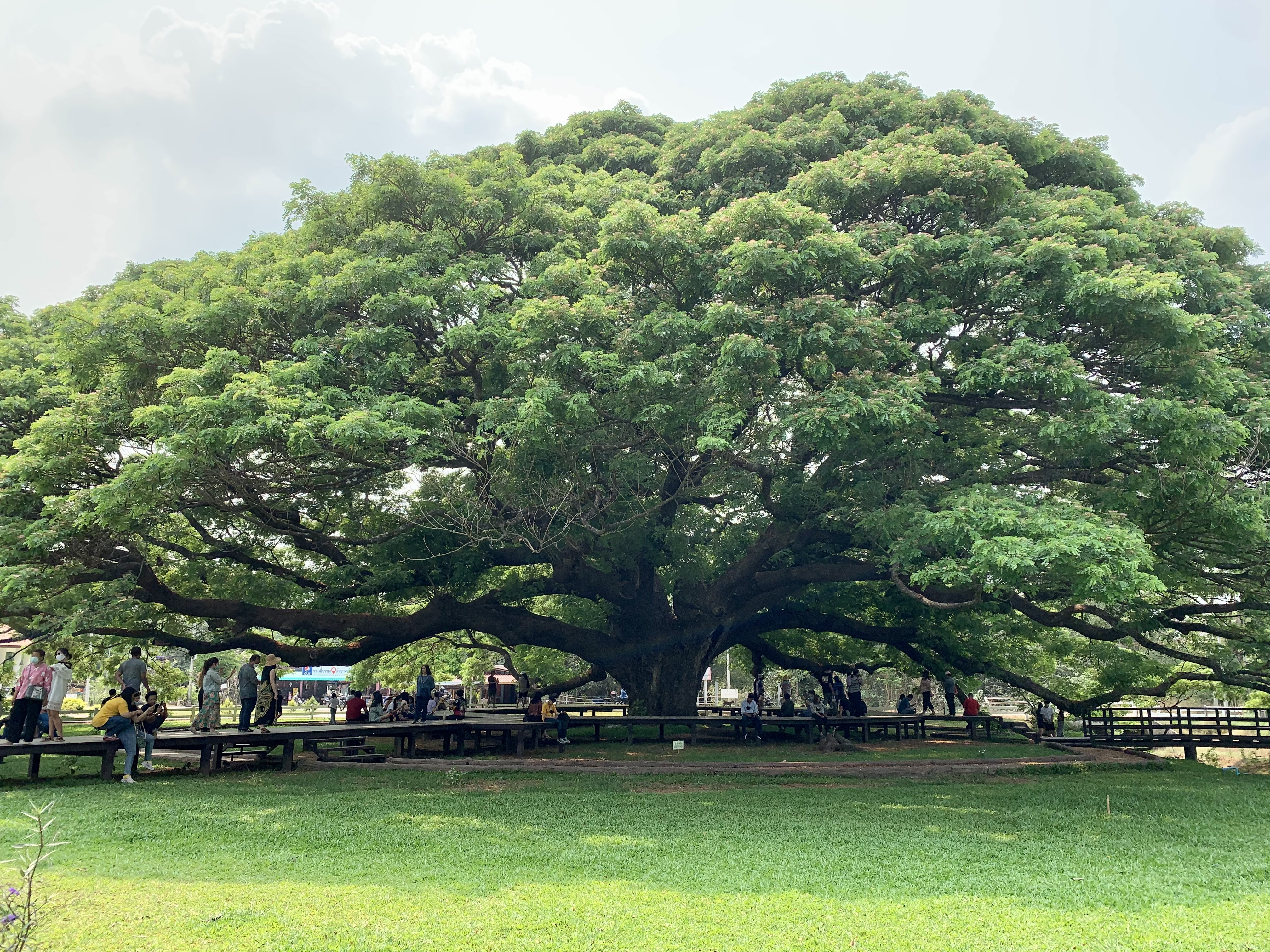
Arbre à pluie géant à Kanchanaburi en Thaïlande.

À Kanchanaburi, en Thaïlande, se trouve également un arbre à pluie géant dont l'âge est estimé à plus d'un siècle. Il est connu localement sous le nom de Chamchuri-yak (จามจุรี ยักษ์). Chamchuri est le nom thaï de cette espèce d'arbre, tandis que yak est la prononciation thaïe de yaksha, un monstre mythique, faisant référence dans ce contexte à la taille « monstrueuse » de l'arbre, qui culmine à 20 m de hauteur pour une canopée dépassant les 51 mètres de diamètre.

## Espèce envahissante
Albizia saman est une espèce potentiellement invasive. C'est le cas notamment en Nouvelle-Calédonie où elle a été introduite en 1902, et où elle présente un risque modéré.

## Galerie

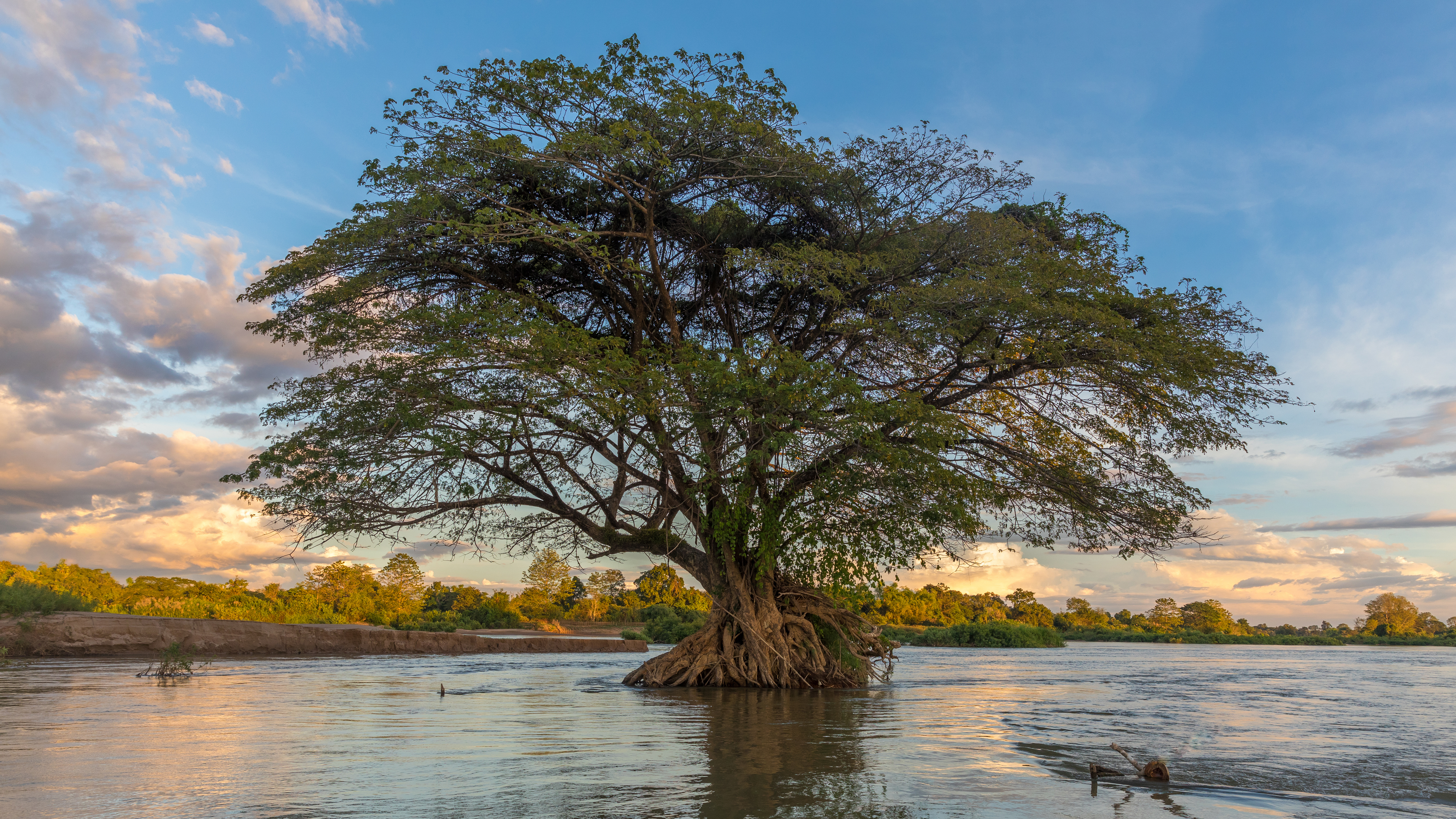
Albizia saman immergé dans l'eau du Mékong, près de l'île de Don Loppadi, au Laos, pendant la saison sèche.
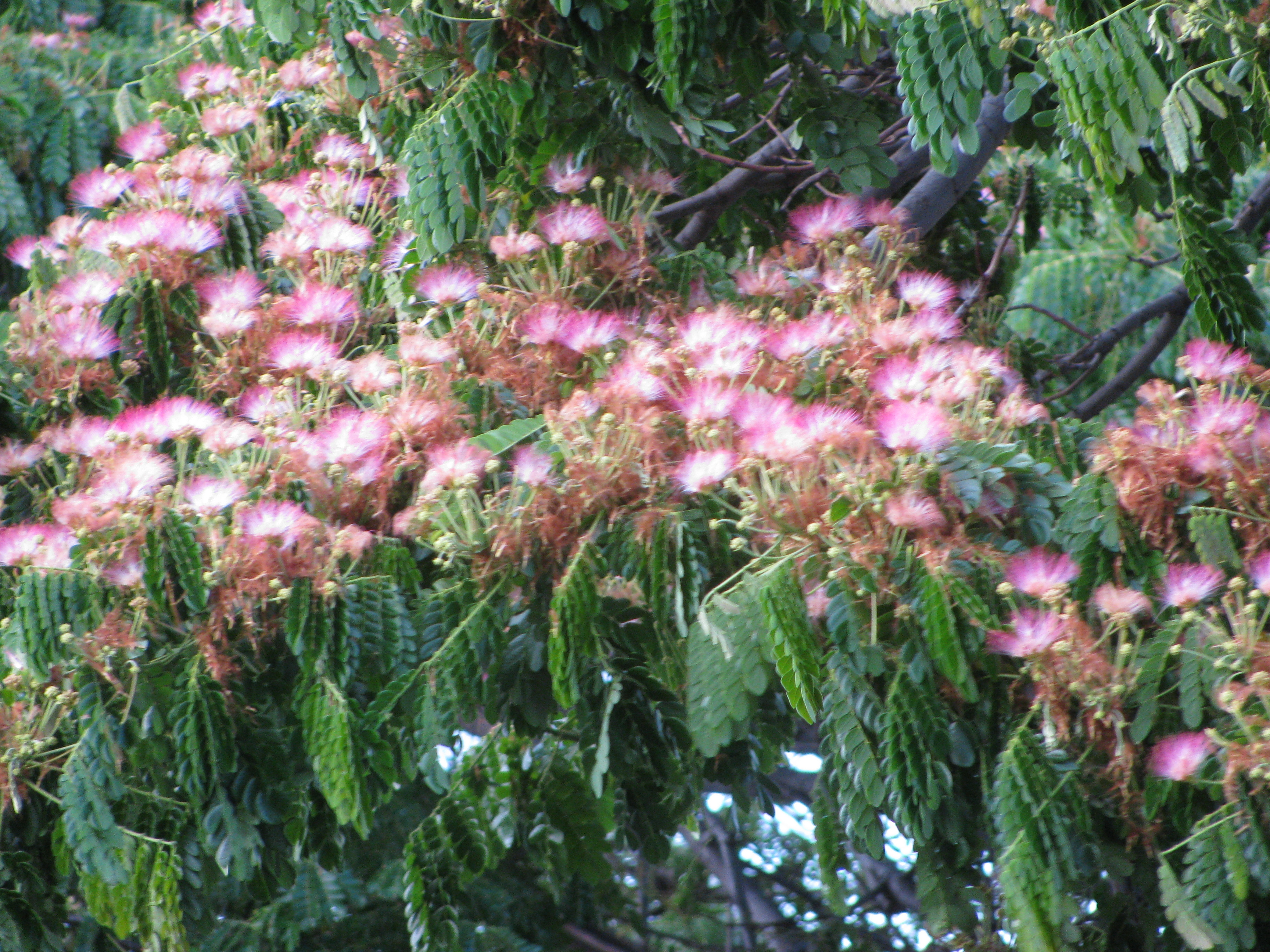
Fleurs d'Albizia saman.
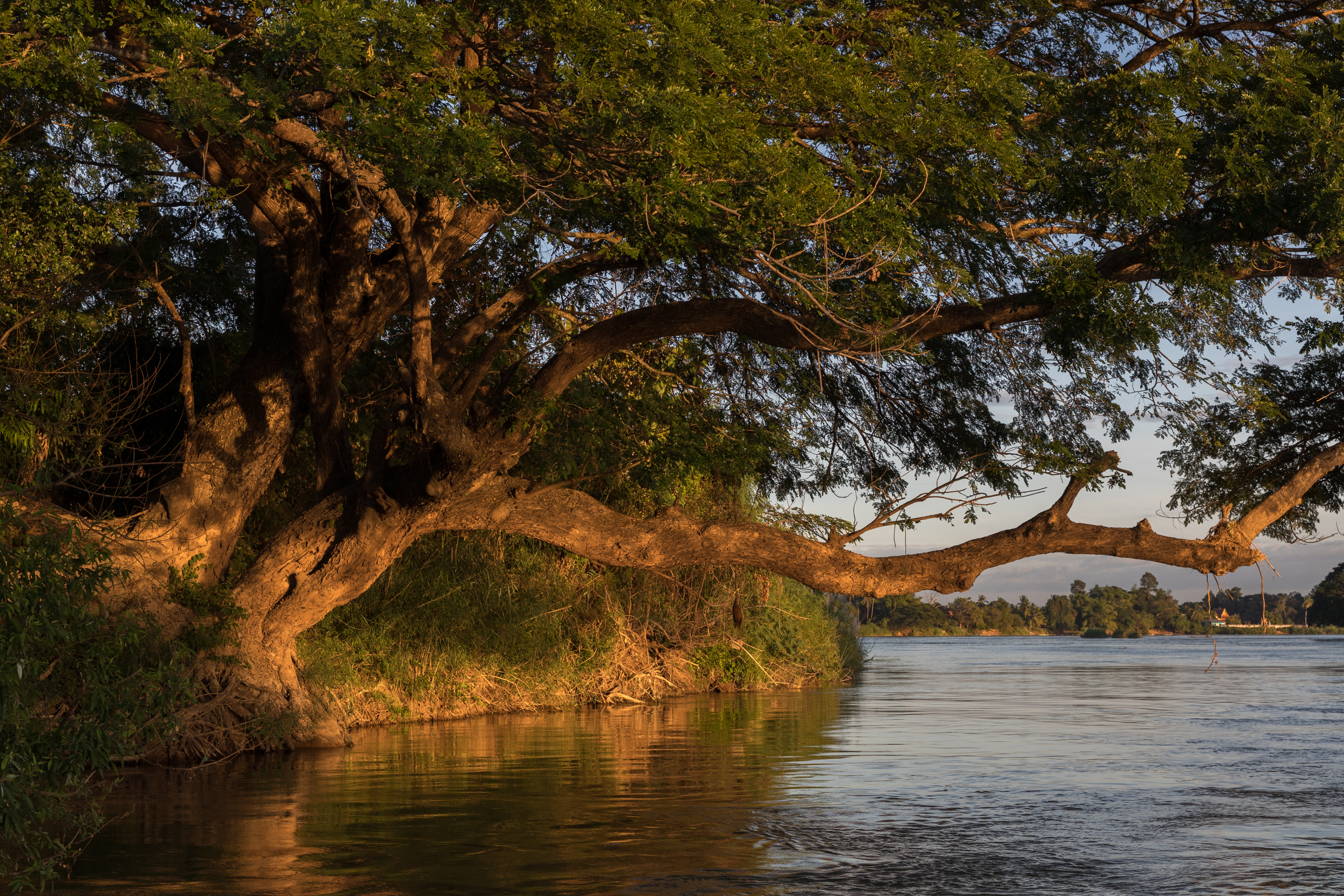
Tronc d'un arbre à pluie (Albizia saman) penché au-dessus de l'eau, au soleil, sur une berge du Mékong à l'heure dorée à Si Phan Don, au Laos. Décembre 2018.